# Grzegorz Chrapkiewicz
Grzegorz Jarosław Chrapkiewicz (ur. 9 czerwca 1955 w Kielcach) – polski aktor, reżyser teatralny, pedagog, profesor sztuk teatralnych, nauczyciel akademicki.

## Życiorys
Ukończył w 1981 Wydział Aktorski PWST im. Ludwika Solskiego w Krakowie. Jako aktor zadebiutował na deskach krakowskiego Starego Teatru w spektaklu Mord w katedrze T. Eliota w reżyserii Jerzego Jarockiego. Występował w teatrach: Wybrzeże w Gdańsku (1983–1987, 1997–2001), Muzycznym im. Danuty Baduszkowej w Gdyni (1988–1996, 1999), Miejskim im. Witolda Gombrowicza w Gdyni (1991–1992). Realizował projekty artystyczne w teatrach Warszawy, Gdańska, Gdyni, Poznania, Bielska-Białej, Olsztyna, Kielc, Kalisza. W 2013 roku ze spektaklem Kotka na gorącym blaszanym dachu i zespołem Teatru Narodowego (m.in. Januszem Gajosem, Małgorzatą Kożuchowską, Edytą Olszówką, Ewą Wiśniewską, Beatą Ścibakówną i Grzegorzem Małeckim) odbył tournée po USA i Kanadzie.  
W 2005 roku z rąk Prezydenta RP Aleksandra Kwaśniewskiego otrzymał tytuł profesora w dziedzinie nauk teatralnych. Jest wykładowcą Akademii Teatralnej im. Aleksandra Zelwerowicza oraz Uniwersytetu Muzycznego Fryderyka Chopina w Warszawie. W sezonie 2015/16 obchodzi jubileusz 35 lat pracy artystycznej i pedagogicznej. 

## Role teatralne (wybór)
- 1975: Cucurbita Story, czyli opowieść o pewnej dyni, postać: Bonifacy (reż. Władysław Stecewicz)
- 1982: Mord w katedrze, postać: Ksiądz (reż. Jerzy Jarocki), asystent reżysera
- 1983: Już prawie nic: Gość (reż. Krzysztof Babicki)
- 1983: Romeo i Julia, postać: Eskalus (reż. Florian Staniewski)
- 1984: Operetka, postać: Grupa lokajska (reż. Ryszard Major)
- 1984: Pułapka, postać: Max Brod (reż. Krzysztof Babicki)
- 1985: Balkon, postać: Buntownik (reż. Ryszard Major)
- 1985: Lodoiska, postać: Dowódca (reż. Marek Okopiński)
- 1985: Nikt mnie nie zna, postać: Czesław (reż. Marek Okopiński)
- 1985: Wiśniowy Sad, postać: Jepichodow (reż. Krzysztof Babicki)
- 1986: Głosy umarłych, postać: David McIntosh (reż. Marcel Kochański)
- 1986: Irydion, postać: Eutychian (reż. Krzysztof Babicki)
- 1986: Opowieści Hollywoodu, postać: Jakub Łomachin (reż. Kazimierz Kutz)
- 1987: Opętani, postać: Henryk Cholawicki (reż. Tadeusz Minc)
- 1989: Les Miserables, postać: Sędzia (reż. Jerzy Gruza)
- 1990: Ja kocham Rózię, postać: Mrukiozo (reż. Jerzy Gruza)
- 1990: Me and my girl, postać: Gerard (reż. Jerzy Gruza)
- 1990: Oliver!, postać: Pan Sowerberry (reż. Roger Redfarm)
- 1991: Pan Tadeusz, rola: Hrabia (reż. Jerzy Gruza)
- 1991: Żołnierz Królowej Madagaskaru, postać: Mazurkiewicz (reż. Adam Hanuszkiewicz)
- 1993: Cabaret, postać: Ernst (reż. Jerzy Stuhr)
- 1993: Kernalia, postać: Pan z walizką (reż. Marta Stebnicka)
- 1993: Żołnierz Królowej Madagaskaru, postać: Mazurkiewicz (reż. Zbigniew Marek Hass)
- 1996: Łysa śpiewaczka, postać: Pan Martin (reż. Grzegorz Chrapkiewicz)
- 1997: Skarb w płomieniach, postać: Alik Biurkowski (reż. Jerzy Gruza)
- 1997: Zmierzch, postać: Bojarski (reż. Tadeusz Bradecki)
- 1998: Marat – Sade, postać: Pan de Sade (reż. Krzysztof Nazar)
- 1998: Wszystko dobre co się dobrze kończy, postać: Parolles (reż. Krzysztof Babicki)
- 1999: Hair, postać: Claude (reż. Wojciech Kościelniak)
- 1999: Medyk mimo chęci, postać: Waler (reż. Krzysztof Zaleski)
- 2000: Wróżby kumaka, postać: Vielbrand (reż. Krzysztof Babicki)
- 2001: Dwa, postać: On (reż. Łukasz Czuj)
- 2006: Parawany, postać: Sir Harold (reż. Krzysztof Babicki)
- 2015, Kordian, postać: Kardynał (reż. Jan Englert)

## Reżyseria
- Dyrektor teatru, Teatr Muzyczny w Gdyni, 07.12.1987
- Czysta blaga, Teatr Muzyczny w Gdyni, 25.02.1989
- Anda i inni, Teatr Muzyczny w Gdyni, 14.07.1990
- W małym dworku, Teatr Muzyczny w Gdyni, 23.10.1994
- 2x2, Teatr Studio Buffo w Warszawie, 10.05.1996
- Łysa śpiewaczka, Teatr Wybrzeże w Gdańsku, 08.09.1996
- Allegro ma non troppo, Teatr Wybrzeże w Gdańsku, 08.04.1997
- Yes panie McLuhan, Teatr Wybrzeże w Gdańsku,17.07.1998
- Bez powodu, Agencja Teatralna Wizja w Gdańsku, 28.06.1999
- Śpiewać, śpiewać, śpiewać, Teatr Muzyczny w Gdyni, 13.05.1999
- O mało co, Teatr Polski w Bielsku-Białej,31.12.2000
- Lekcja, Teatr Polski w Bielsku-Białej, 21.10.2001
- Luisa Miller, Opera Bałtycka w Gdańsku, 23.06.2001
- Nie teraz kochanie, Teatr Wybrzeże, Gdańsk, 20.05.2001
- Wesele Figara, Opera Bałtycka w Gdańsku, 10.02.2001, Opera Bałtycka, 28.09.2002
- Księżniczka Czardasza, Opera Bałtycka, 31.12.2002
- Nie teraz kochanie, Teatr Polski w Bielsku-Białej, 26.01.2002
- Norma, Opera Bałtycka, 29.06.2002
- Run for your wife, Teatr Wybrzeże w Gdańsku, 06.04.2002
- Iwona księżniczka burgunda, Teatr Polski w Bielsku-Białej,04.04.2003
- Śluby Panieńskie, czyli Magnetyzm serca, Teatra im. Jaracza w Olsztynie, 17.05.2003
- Kształt rzeczy, Teatr Polski w Bielsku-Białej, 12.11.2004
- Prawdziwy inspektor Hound, Teatr Wybrzeże w Gdańsku,06.03.2004
- Staroświecka komedia, Teatr Polski w Bielsku-Białej,23.04.2004
- Koleżanki, Teatr Wybrzeże w Gdańsku, 28.05.2005
- Nie teraz kochanie, Teatr im. Stefana Żeromskiego, Kielce, 05.02.2005
- Wielebni, Teatr im. Stefana Żeromskiego w Kielcach, 29.10.2005
- Mozart i Salieri, Opera Bałtycka w Gdańsku, 29.04.2006
- Piaskownica, Akademia Muzyczna w Gdańsku,10.04.2006
- Tartuffe albo Szalbierz, Teatr im. Stefana Żeromskiego w Kielcach, 7.10.2006
- Czarna Komedia, Teatr Polski w Bielsku-Białej 06.01.2007
- Fantom bólu, Teatr Dramatyczny im. Aleksandra Węgierki w Białymstoku, 27.01.2007
- Koleżanki, Teatr Komedia w Warszawie, 14.09.2007
- 7>17>27, Teatr Polski w Bielsku-Białej, 19.01.2008
- Oto idzie panna młoda, Teatr Komedia w Warszawie, 29.12.2008
- Tartuffe albo szalbierz, Teatr im. Bogusławskiego w Kaliszu, 26.07.2008
- Akompaniator, Teatr Syrena w Warszawie, 14.11.2009
- Jeśli chcesz kobiety, to ją porwij, Teatr Bajka w Warszawie, 7.12.2009
- Królowa piękności z Leenane, Teatr Polski w Bielsku-Białej, 12.09.2009
- Ludzie i anioły, Teatr im. Wojciecha Bogusławskiego w Kaliszu, 27.03.2009
- Nigdy nie zakocham się, Teatr „Capitol”, Warszawa, 25.05.2009
- Gąska, Teatr „Capitol”, Warszawa, 29.03.2010
- Mayday, Teatr Muzyczny w Poznaniu,15.05.2010
- Polowanie na łosia, Teatr Dramatyczny w Białymstoku, 23.10.2010
- Wariatka, Teatr Bajka i Agencja Produkcyjna Palma, 11.09.2010
- Wielebni, Teatr im. Stefana Żeromskiego, Kielce, 29.10.2010
- Bóg mordu, Teatr Polski w Bielsku-Białej, 28.05.2011
- Lawrence & Holloman, Teatr Syrena w Warszawie, 12.02.2011
- Opowieści o zwyczajnym szaleństwie, Państwowa Wyższa Szkoła Filmowa Telewizyjna i Teatralna im. Leona Schillera, 17.03.2011
- Za rok o tej samej porze, Teatr Kamienica, Warszawa, 28.10.2011
- Bernard Ładysz -benefis, Opera Narodowa w Warszawie,20.12.2012
- Jak się kochają w niższych sferach, Teatr Kamienica, Warszawa, 1.10.2012
- Mayday, Teatr im. Juliusza Osterwy w Gorzowie Wlkp., 14.04.2012
- Nikt nie jest doskonały, Teatr Komedia w Warszawie, 8.01.2012
- Klatka wariatek, Teatr Komedia w Warszawie, 2.03.2013
- Kotka na gorącym, blaszanym dachu, Teatr Narodowy w Warszawie, 15.11.2013
- Pierwszy raz, Teatr Collegium Nobilium w Warszawie, 7.12.2013
- Romantycy, Teatr Dramatyczny m.st. Warszawy, 10.05.2013
- Akompaniator, Teatr Muzyczny Poznań, 13.12.2014
- Imię, Teatr Dramatyczny w Warszawie – Scena na Woli, 28.12.2014
- Łysa śpiewaczka, Teatr Collegium Nobilium, Warszawa, 22.05.2014
- Miłość i polityka, Teatr Kamienica, Warszawa, 15.11.2014
- Mizantrop, Teatr Dramatyczny m.st. Warszawy, 15.02.2014
- Piaskownica, Centrum Kultury w Gdyni, 22.09.2014
- Psiunio, Teatr Kamienica, Warszawa, 27.09.2014
- Napis, Centrum Kultury w Gdyni, 27.04.2015
- Polowanie na łosia, Teatr Collegium Nobilium w Warszawie, 18.05.2015
- Imię, Teatr Studio Buffo w Warszawie, 5.02.2016
- Kobiety bez znaczenia, Teatr Dramatyczny m.st. Warszawy, 19.02.2016
- Księżniczka Czardasza, Teatr Muzyczny w Poznaniu, 21.05.2016
- Ludzie inteligentni, Teatr im. Juliusza Osterwy w Lublinie, premiera: 5.11.2016
- Psiunio, Centrum Kultury w Gdyni, 15.08.2016
- Opowieści o zwyczajnym szaleństwie, Teatr Dramatyczny, Białystok, premiera: 4.11.2017
- Plastiki, Teatr Dramatyczny m.st. Warszawy, premiera: 02.06.2017
- Trzy siostry, Teatr Collegium Nobilium, premiera: 18.11.2017
- Konsternacja, Teatr Konsulat w Gdyni, premiera: 25.08.2018
- Ironbound, Teatr Narodowy w Warszawie, premiera polska 30.03.2019
- Le nozze di Figaro / Wesele Figara, Warszawska Opera Kameralna, premiera 27.04.2019
- Noc Helvera, Teatr Konsulat w Gdyni, premiera: 25.01.2019
- Piaskownica / Pierwszy Raz, Teatr im. L. Solskiego w Tarnowie, premiera: 12.01.2019

## Filmografia
- 1984: Przesłuchanie J.R. Oppenheimera, rola: E. Teller (spektakl telewizyjny)
- 1985: Nikt mnie nie zna, rola: Brat Czesław (spektakl telewizyjny)
- 1991: Żołnierz Królowej Madagaskaru, rola: Mazurkiewicz (spektakl telewizyjny)
- 1996: Skarb w płomieniach, rola: Alik Biurkowski (spektakl telewizyjny)
- 1998: 13 Posterunek, rola: Ojciec DJ-a Laski (serial telewizyjny, odc. 38)
- 1999-2000: Trędowata, rola: Grzegorz Rudecki (serial telewizyjny, odc. 5, 7-13)
- 2000: Piotrek zgubił dziadka oko, a Jasiek chce dożyć spokojnej starości, rola: Rzeźbiarz (serial telewizyjny, odc. 2)

## Odznaczenia
- Złoty Krzyż Zasługi (1 grudnia 2010)[4]
- Srebrny Krzyż Zasługi (14 marca 2003)[5]
- Złoty Medal „Zasłużony Kulturze Gloria Artis” (9 lutego 2016)[6]
- Brązowy Medal „Zasłużony Kulturze Gloria Artis” (9 lutego 2015)[6]

## Nagrody i wyróżnienia
- 2002: Nagroda Teatralna Marszałka Województwa Pomorskiego za reżyserię Wesela Figara i Luizy Miller w Operze Bałtyckiej i Nie teraz, kochanie w Teatrze Wybrzeże w Gdańsku[7]
- 2002: Nagroda Oddziału ZASP w Katowicach za reżyserię Lekcji Ionesco w Teatrze Polskim w Bielsku-Białej
- 2004: „Laur Dembowskiego” – nagroda honorowa bielskiego Oddziału ZASP za dokonania artystyczne[1]
- 2005: „Dzika Róża” – nagroda w plebiscycie publiczności dla najpopularniejszego przedstawienia sezonu 2004/05 w Teatrze im. Stefana Żeromskiego w Kielcach za spektakl Nie teraz, kochanie
- 2007: Nagroda Prezydenta Miasta Gdańska w Dziedzinie Kultury z okazji jubileuszu 25-lecia pracy artystycznej[8]
- 2010: Nagroda Marszałka Województwa Pomorskiego „Mały Gryf”
- 2010: Nagroda Prezydenta Miasta Gdańska w Dziedzinie Kultury z okazji jubileuszu 30-lecia pracy artystycznej[8]
- 2011: Nagroda na XIII Polkowickich Dniach Teatru w Polkowicach dla przedstawienia Wariatka w kategorii „Najlepszy Spektakl Komediowy"
- 2016: Nagroda Artystyczna Prezydenta Gdyni „Galion Gdyński 2015” w kategorii Kreacja Artystyczna[9][10]
- 2018: Nagroda Prezydenta Gdyni z okazji Międzynarodowego Dnia Teatru za reżyserię spektaklu Konsternacja[11]